# Kevin Biegel
Kevin Biegel es un guionista de televisión y productor, cocreador de Cougar Town.

## Scrubs
Biegel consiguió su primer pentagrama escribiendo Scrubs, en su quinta temporada.  En esa temporada él escribió el episodio "My Missed Perception" como también coescribió el final de temporal "My Transition". En la sexta temporada, fue ascendido a editor de historia. En esa temporada él escribió "My Fishbowl" y coescribió "My Rabbit." En la séptima temporada, fue ascendido a editor ejecutivo de historia, él escribió el único episodio no emitido de Scrubs, titulado "My Commitment." El episodio no fue grabado completamente debido a la huelga de guionistas, el material del episodio fue usado más tarde en un episodio de la octava temporada. Para la octava temporada se convirtió en el coproductor y escribió dos episodios. Fueron, "My Nah Nah Nah", que tenía historia del episodio incompleto de la séptima temporada, y "My Cuz". E show iría a una novena temporada, pero Biegel pasó a trabajar con su nuevo show Cougar Town.

## Cougar Town
Mientras trabajaba en la octava temporada de Scrubs, en que Courteney Cox apareció como invitada, ella le pidió a Bill Lawrence para que haya un show con ella. Después de dar con el concepto inicial, él le pidió a Biegel que escribiera el piloto con él. Lawrence dirigió el piloto y la serie duró con 13 episodios en ese tiempo.
Después de salir al aire Wednesday Night Comedy Lineup, se convirtió en un éxito y consiguió una segunda vuelta, teniendo una temporada de 24 episodios. Aparte de que el piloto Biegel había escrito el tercer episodio "Don't Do Me Like That,"  y ha recibido el crédito de la historia para el décimo episodio "Mystery Man". Biegel actúa como coproductor ejecutivo, y coguionista junto con Lawrence.

## Otros trabajos
Antes de hacer el trabajo de guion en Scrubs, Biegel trabajó como asistente de escritores durante muchos años.
Entre la séptima y octava temporada de Scrubs, Biegel trabajó como consultor en South Park.